# Voleibol Kaposvár
El 18 veces campeón y 18 veces ganador de la copa es Kaposvár Volleyball Club, que en honor a su patrocinador actual se llama Fino Kaposvár SE (antes Kaposvár Dózsa, Kapos Volán, Kaposvár Somogy SC, Balatel SE Kaposvár, Pini Kaposvár SE y Kométa Kaposvár SE). Es el equipo más exitoso en la historia del voleibol masculino húngaro.

## Historia
El club fue fundado en 1953 como Dózsa Kaposvár. Primero llegaron a la final del campeonato en 1991, luego como Kapos Volán, pero allí ganó Újpest. En 1992, el base, ya conocido como Kaposvár Somogy SC, ganó su primer título de campeonato, luego en 1993 y 1994 la defensa del título también fue exitosa. Hasta el verano de 1997, volvieron a estar bajo un nuevo nombre, esta vez como Balatel SE, pero su rendimiento decayó por un tiempo: el siguiente título de campeonato (después de ganar la copa) solo se logró en 1997. En el verano se anunció que su último homónimo sería su nuevo patrocinador, una empresa llamada Pini, que compraría la fábrica de carne en Kaposvár. Con ese nombre defendieron su título por primera vez en la copa y se llevaron el segundo lugar del campeonato, y en 1999 volvieron a ganar ambas series. En esta ocasión, se publicó un libro de informes sobre el equipo, Fifth on Top.
Volvieron a ser campeones en 2000 y 2001, la última vez con un nuevo nombre, Kométa Kaposvár. Al año siguiente, ni siquiera llegaron a la final, pero fueron líderes de grupo en la International Leading Teams Cup, por delante de un equipo español, ucraniano y suizo, aunque ganó el último ganador final, el belga Roeselare. El técnico György Demeter, que trabaja aquí desde hace más de una década, se marchó en 2003 y en 2005 consiguió su octavo título de campeonato. Desde 2007, durante siete años sin interrupción, Kaposvár siempre ganó el campeonato, [2] solo en 2014, esta serie fue interrumpida por Kecskemét RC. Sin embargo, después de eso, Kaposvár volvió a ser campeón en 2015, 2016 y 2017.

## Palmarés
- Campeón de la Liga de Hungría (18): 1992, 1993, 1994, 1997, 1999, 2000, 2001, 2005, 2007, 2008, 2009, 2010, 2011, 2012, 2013, 2015, 2016, 2017.
- Campeón de la Copa de Hungría (18): 1992, 1994, 1997, 1998, 1999, 2000, 2002, 2003, 2006, 2007, 2008, 2009, 2010, 2011, 2012, 2013, 2015, 2016.